# Clémence Lortet
Clémence Lortet, née Richard le 17 septembre 1772 à Lyon et décédée le 15 avril 1835 à Oullins, est une naturaliste et botaniste française.

## Biographie
Fille de Pierre Richard (1741-1815), teinturier en soierie, et de Jeanne Gondret (1750-1826), elle est initiée aux sciences très tôt par son père. Elle épouse en 1791 Jean-Pierre Lortet (1756-1823). Suivant les préceptes de Jean-Jacques Rousseau, elle allaite elle-même son fils, Pierre Lortet (1792-1868). Lors du siège de Lyon en 1793 elle se démène pour soigner et sauver les blessés tant royalistes que jacobins. Très affectée à la suite de ces événements elle consulte en 1803 le médecin Jean-Emmanuel Gilibert, qui est par ailleurs botaniste, concepteur et directeur du Jardin des plantes de Lyon, qui lui recommande : « Exercez vos jambes et occupez votre tête. Vous avez un jardin, cultivez-y des plantes et venez à mes leçons de botanique ». S'ensuivra une collaboration soutenue. Clémence Lortet devient une naturaliste (minéralogie, botanique...). Elle collabore notamment avec les botanistes Noël-Antoine Aunier et Georges Roffavier (en), puis avec Giovanni Balbis. En 1823 elle est reçue associée libre de la Société linnéenne de Paris. Elle est cofondatrice, avec Balbis entre autres, de la Société Linnéenne de Lyon. Elle est grand-mère de Louis Lortet (1836-1909).
La bibliothèque municipale du 6e arrondissement de Lyon, qui fait partie du réseau de la Bibliothèque municipale de Lyon (BmL), porte son nom depuis 2017. L'arboretum de Sathonay Camp porte également son nom.

## Œuvres

### Imprimés
Clémence Lortet n'a laissé de son vivant aucun livre imprimé signé de son nom. Certaines de ses notes manuscrites ont été éditées. Elle est également citée pour ses contributions :
- Sa contribution au Calendrier de Flore publié par Jean-Emmanuel Gilibert en 1809[6] est considérée comme importante[7].
- Sa contribution est également citée dans la Flore Lyonnaise de Giovanni Battista Balbis[8], puis dans le supplément anonyme à cette flore publié en 1835[9].
- Plusieurs de ses lettres et notes de terrain ont été publiées par Georges Roffavier[10] et Antoine Magnin[7].

Une lithographie intitulée Entrée de la Grotte de la Balme (Isère) publiée à Lyon chez Brunet en 1835 lui est attribuée.

### Manuscrits
- Promenades botaniques autour de Lyon (publié par la Société linnéenne de Lyon)[5].

### Autres
Clémence Lortet a laissé plusieurs herbiers, conservés à Lyon, au Centre de Conservation et d'Étude des Collections (CCEC) du Musée des Confluences et à la Société linnéenne de Lyon.

## Éponymie
- L'Hieracium lortetiae (Asteraceae), créé par Balbis dans la Flore lyonnaise a été trouvé au Pilat par Clémence Lortet.
- Le genre Lortetia Ser., 1847 (Passifloraceae) a été créé par Nicolas Charles Seringe, en mémoire de Clémence Lortet.